# René Dupont (militaire)
Pour les articles homonymes, voir René Dupont et Dupont.
René Dupont, né le 15 janvier 1918 à Équeurdreville-Hainneville et mort le 5 décembre 1981 à Caen, est un militaire et résistant français, compagnon de la Libération. Engagé volontaire avant la seconde guerre mondiale, il décide en 1940 de se rallier à la France Libre et participe avec elle aux combats en Afrique, en Italie et en France. Poursuivant sa carrière militaire après 1945, il prend part à la guerre d'Indochine puis à la guerre d'Algérie avant de prendre sa retraite.

## Biographie

### Jeunesse et engagement
René Dupont naît le 15 janvier 1918 à Équeurdreville dans la Manche. En 1936, il s'engage dans l'armée et est affecté au Levant l'année suivante.

### Seconde Guerre mondiale
Devenu sous-officier, René Dupont est en poste en Syrie au déclenchement de la seconde guerre mondiale. Refusant la défaite, il s'engage dans les forces françaises libres lorsque les forces alliées envahissent le Levant au début de la campagne de Syrie en juin 1941. Il est intégré au bataillon de marche no 4 (BM4) avec lequel il est envoyé en Somalie pour combattre aux côtés des armées britanniques. Il retourne en Syrie en juin 1942 puis est envoyé en Libye en janvier 1943, le BM4 étant intégré à la 2e brigade française libre (2e BFL).
René Dupont participe à la campagne de Tunisie où il s'illustre en faisant de nombreux prisonniers ennemis. En avril 1944, au sein de la 1re division française libre dont font maintenant partie le BM4 et la 2e BFL, il débarque au nord de Naples et participe à la campagne d'Italie. Il s'y distingue le 20 mai 1944 lorsqu'il parvient à sauver un officier blessé alors qu'il a lui-même été touché par balles. Le 15 août 1944, il participe au débarquement de Provence et prend part aux combats de libération de la France.

### Après-guerre
René Dupont reste dans l'armée après la guerre et est promu adjudant-chef. Il est affecté en Afrique-Occidentale française de 1946 à 1948 et est promu sous-lieutenant puis lieutenant en 1950. De 1951 à 1953, il participe à la guerre d'Indochine avant de revenir en Afrique. En 1957, promu capitaine, il participe à la guerre d'Algérie. Il revient en France en 1958 pour être affecté dans sa région natale, à la base de transit "Bretagne" de Cherbourg. Il y termine sa carrière militaire en 1966 avec le grade de chef de bataillon et prend sa retraite à Querqueville. René Dupont meurt le 6 décembre 1981 à Caen et est inhumé à Querqueville.

## Décorations
|  |  |  |  |  |  |
|  |  |  |  |  |  |

| Officier de la Légion d'honneur | Officier de la Légion d'honneur | Officier de la Légion d'honneur | Compagnon de la Libération | Compagnon de la Libération | Compagnon de la Libération | Médaille militaire                  | Médaille militaire                  | Médaille militaire                  |                                     |                                     |                                     |
| Croix de guerre 1939-1945       | Croix de guerre 1939-1945       | Croix de guerre 1939-1945       | Croix de guerre 1939-1945  | Croix de guerre 1939-1945  | Croix de guerre 1939-1945  | Médaille de la Résistance française | Médaille de la Résistance française | Médaille de la Résistance française | Médaille de la Résistance française | Médaille de la Résistance française | Médaille de la Résistance française |